# Cyclopina vachoni
Cyclopina vachoni – gatunek widłonoga z rodziny Cyclopinidae. Nazwa naukowa tego gatunku skorupiaków została opublikowana w 1939 roku przez australijskiego zoologa Aubreya Gordona Nichollsa. Miejsce typowe to wody zatoki Baie de Mille Vaches u północnych brzegów Rzeki Świętego Wawrzyńca w południowo-wschodniej Kanadzie. Epitet gatunkowy upamiętnia dr. A. Vachona – dyrektora Morskiej Stacji Biologicznej w Trois-Pistoles.